# Бхопал
Бгопал (гінді भोपाल, трансліт. Бхопал; [bʱoːpaːl]ⓘ) — місто в Індії, столиця штату Мадг'я-Прадеш, адміністративний центр округу Бгопал.
Бгопал часто називають містом озер, оскільки в ньому є дуже багато як природних, так і штучних водойм.
Місто серйозно постраждало під час Бхопальської трагедії 1984 року.

## Клімат
Місто знаходиться у зоні, котра характеризується вологим субтропічним ліматом. Найтепліший місяць — травень із середньою температурою 33.2 °C (91.8 °F). Найхолодніший місяць — січень, із середньою температурою 17.9 °С (64.2 °F).
| Клімат Бхопала          | Клімат Бхопала | Клімат Бхопала | Клімат Бхопала | Клімат Бхопала | Клімат Бхопала | Клімат Бхопала | Клімат Бхопала | Клімат Бхопала | Клімат Бхопала | Клімат Бхопала | Клімат Бхопала | Клімат Бхопала | Клімат Бхопала |
| Показник                | Січ.           | Лют.           | Бер.           | Квіт.          | Трав.          | Черв.          | Лип.           | Серп.          | Вер.           | Жовт.          | Лист.          | Груд.          | Рік            |
| Абсолютний максимум, °C | 32             | 35             | 39             | 42             | 44             | 45             | 37             | 37             | 38             | 38             | 33             | 32             | 45             |
| Середній максимум, °C   | 25,3           | 28,3           | 33,5           | 38,3           | 40,7           | 37,2           | 30,7           | 28,9           | 30,5           | 32             | 28,9           | 26             | 31,7           |
| Середня температура, °C | 17,9           | 20,4           | 25,3           | 30,1           | 33,2           | 31,3           | 27             | 25,7           | 26,1           | 25,3           | 21,6           | 18,5           | 25,2           |
| Середній мінімум, °C    | 10,5           | 12,4           | 17,1           | 21,8           | 25,7           | 25,4           | 23,2           | 22,5           | 21,6           | 18,5           | 14,2           | 10,9           | 18,7           |
| Абсолютний мінімум, °C  | 2              | 1              | 7              | 10             | 16             | 12             | 15             | 16             | 20             | 10             | 2              | 2              | 1              |
| Норма опадів, мм        | 13.2           | 8.7            | 8.4            | 4.3            | 11.7           | 120.2          | 354.1          | 363.3          | 185.1          | 31             | 12.1           | 11             | 1123.1         |
| Днів з опадами          | 3              | 3              | 2              | 2              | 3              | 11             | 20             | 23             | 11             | 4              | 3              | 2              | 87             |
| Днів з дощем            | 3              | 3              | 2              | 2              | 3              | 11             | 20             | 23             | 11             | 4              | 3              | 2              | 87             |
| ----------------------- | -------------- | -------------- | -------------- | -------------- | -------------- | -------------- | -------------- | -------------- | -------------- | -------------- | -------------- | -------------- | -------------- |
| Джерело: Weatherbase    |                |                |                |                |                |                |                |                |                |                |                |                |                |